# Mountain Song
«Mountain Song» es un sencillo de Jane's Addiction extraído de su álbum de 1988 Nothing's Shocking. Esta canción es apreciada por muchos por su manera de combinar el Rock Alternativo con el Hard rock. También es considerada un himno del Rock Alternativo, pero también es considerada, erróneamente, un clásico de los años 1990 siendo esta canción de finales de los 80. La confusión se origina en el estilo de la canción, muy parecido al de los 90.
VH1 la ubicó en el puesto 71 de la lista de Las 100 Grandiosas Canciones del Hard Rock.